# Neuhaus (Münchberg)
Neuhaus ist ein Gemeindeteil der Stadt Münchberg im Landkreis Hof (Oberfranken, Bayern). Neuhaus liegt in der Gemarkung Poppenreuth.

## Geografie
Die Einöde liegt am Enziusbach, einem rechten Zufluss der Selbitz. Ein Wirtschaftsweg führt 600 Meter östlich nach Hildbrandsgrün.

## Geschichte
Neuhaus wurde in der ersten Hälfte des 19. Jahrhunderts auf dem Gemeindegebiet von Wüstenselbitz angelegt. 1848 kam Neuhaus an die neu gebildete Ruralgemeinde Poppenreuth. Im Zuge der Gebietsreform in Bayern wurde Neuhaus am 1. Juli 1972 nach Münchberg eingemeindet.

### Einwohnerentwicklung
| Jahr      | 1871  | 1885   | 1900   | 1925   | 1950   | 1961   | 1970   | 1987  |
| Einwohner | 6     | 7      | 3      | 5      | 4      | 4      | 4      | 0     |
| Häuser    |       | 1      | 1      | 1      | 1      | 1      |        | 1     |
| Quelle    | [ 9 ] | [ 10 ] | [ 11 ] | [ 12 ] | [ 13 ] | [ 14 ] | [ 15 ] | [ 1 ] |

## Religion
Neuhaus ist bis heute nach St. Peter und Paul (Münchberg) gepfarrt und evangelisch-lutherisch geprägt.